# USA Network
USA Network er en amerikansk kabel-tv-kanal, der ejes af NBCUniversal. Det blev lanceret den 22. september 1977.